# 살림알리과일박쥐
살림알리과일박쥐(Latidens salimalii)는 큰박쥐과에 속하는 박쥐의 일종이다. 살림알리과일박쥐속(Latidens)의 유일종이다. 1948년 남인도 타밀나두 주 떼니 구 서고츠산맥의 메가말라이에서 박물학자 휴튼(Angus Hutton)이 처음 표본을 수집했다. 초기에는 짧은코과일박쥐(Cynopterus)의 일종으로 잘못 분류했지만, 나중에 통롱야(Kitti Thonglongya)가 별도의 신종으로 기술했고, 그 이후 1972년에 인도인 조류학자 살림 알리(Salim Ali)의 이름을 따서 명명했다. 국제 자연 보전 연맹(IUCN)이 멸종위기종으로 분류하고 있다.

## 특징
중간 크기의 박쥐로 바깥으로 드러난 꼬리가 없으며, 귀는 타원형으로 가장자리가 둥글다. 머리는 거무스레한 갈색, 날개는 연한 갈색, 하체는 연한 회색-갈색을 띠며 갈색 날개 비막은 털이 없다.